# Алваро Мората
Алваро Борха Мората Мартин (шп. Álvaro Borja Morata Martín; Мадрид, 23. октобар 1992) професионални је шпански фудбалер и репрезентативац који тренутно наступа за Галатасарај као позајмљени играч Милана. Мората је поникао у другом тиму Реал Мадрида, по имену Реал Мадрид Кастиља у шпанској другој лиги, Сегунди.
Игра на позицији нападач и висок је 1,90 m. Са Шпанском репрезентацијом до 21 године постигао је велики успех 2013. године освојивши Европско првенство до 21 годину. Алваро Мората на овом такмичењу освојио је награду 'Златна копачка' за најбољег стрелца, а његов тим је примио само 2 гола у целом такмичењу и то оба од Италије у финалу, где је резултат био 4-2 у корист Шпаније.
У својој богатој каријери Мората је пре Милана наступао за Реал Мадрид Кастиљу, Реал Мадрид (у два наврата), Јувентус (у два наврата), Челси и Атлетико Мадрид (у два наврата).

## Репрезентативна каријера
Ажурирано 18. новембра 2024.
| Репрезентација | Година | Утакмице | Голови |
| -------------- | ------ | -------- | ------ |
| Шпанија        | 2014   | 2        | 0      |
| Шпанија        | 2015   | 4        | 1      |
| Шпанија        | 2016   | 12       | 7      |
| Шпанија        | 2017   | 5        | 5      |
| Шпанија        | 2018   | 4        | 0      |
| Шпанија        | 2019   | 6        | 4      |
| Шпанија        | 2020   | 3        | 1      |
| Шпанија        | 2021   | 14       | 5      |
| Шпанија        | 2022   | 11       | 7      |
| Шпанија        | 2023   | 8        | 4      |
| Шпанија        | 2024   | 15       | 3      |
| Укупно         | Укупно | 84       | 37     |

## Трофеји

### Реал Мадрид
- Првенство Шпаније (2) : 2011/12, 2016/17.
- Куп Шпаније (2) : 2010/11, 2013/14.
- Суперкуп Шпаније (1) : 2012.
- Лига шампиона (2) : 2013/14, 2016/17.
- Суперкуп Европе (1) : 2016.
- Светско клупско првенство (1) : 2016.

### Јувентус
- Првенство Италије (2) : 2014/15, 2015/16.
- Куп Италије (3) : 2014/15, 2015/16, 2020/21.
- Суперкуп Италије (2) : 2015, 2020.
- Лига шампиона : финале 2014/15.

### Челси
- ФА куп (1) : 2017/18.

### Милан
- Суперкуп Италије (1) : 2024.

### Шпанија
- Европско првенство (1):  2024.[2]
- УЕФА Лига нација (1) :  2022/23.